# الجامعة (مسلسل)

## نبذة عن مسلسل الجامعة
مسلسل الجامعة هو أول مسلسل للشباب العربي حيث لم يسبق أن تناول أي مسلسل عربي من قبل مشكلات العربي من جنسيات مختلفة في مسلسل واحد حيث يضم المسلسل ممثلين شباب من جنسيات مختلفة "مصر السعودية لبنان فلسطين "
حلقات المسلسل كتبت بواسطة ورشه للكتابة شارك فيها عدد من الكتاب الشباب من أوساط اجتماعية مختلفة
والحلقات تمت كتابتها بتقنيات ربما تكون جديدة علي مستوي الدراما العربية والمصرية ولم يشاهدها الجمهور العربي فهناك 6 حبكات درامية في حلقة كذلك فقد تم أنتاج وإخراج المسلسل بتقنيات مختلفة عن المعتادة في تصوير المسلسلات العربية فالمسلسل يتم تصويره بطريقة السينما وباستخدام كاميرا واحد ة في أغلب لقطاته كمان أنه يصور في أكثر من مكان «استديوهات شقق شوارع»
تقريبا في كل الأماكن وفي كل الظروف المناخية والزمانية والمكانية المختلفة وباستخدام تقنيات حديثة علي مستوي معدات التصوير مثل الكاميرا
وقد صورت معظم مشاهد المسلسل في المقر الجديد للجامعة الأمريكية في القاهرة
المسلسل هو العمل الأول في مجال الدراما التليفزيونية للمخرج هاني خليفة مخرج فيلم سهر الليالي والذي حقق نجاحا باهرا عند عرضة
المسلسل من بطولة عدد من الممثلين الشباب من جنسيات مختلفة أغلبهم يمثلون لأول مرة وقد استعدوا للمسلسل من خلال ورش للتمثيل سبقت تصويرهم للمسلسل

## قصة المسلسل
ملك وريما وإسماعيل وسمر في السنة الأولى بالجامعة.. أربعة من المراهقين يدخلون في هذا العالم الصغير المسمى بالجامعة، يكتشفون يجربون يكسبون ويخسرون، يقابلون أناسًا جدد، أنهم يقومون بكل شيء في هذا العالم، كل شيء خاضع للتجربة.
ملك: الطالبة الأولى في كل شيء تدرس العلوم السياسية دائمًا ما تحب ان تكون محط الأنظار والأضواء الموجهة إليها تنطلق من مكان إلى آخر تبحث عن نفسها لتحاول تحقيقها، متفوقة دراسيًا على طول الخط، ملك بكل هذا العالم الذي يبدو ظاهره مثاليًا تمامًا تنجذب نحو يوسف ذلك الطالب الذي يكبرها بسنتين ويدرس في السنة الثانية للجامعة إدارة أعمال بعد أن أعاد تلك السنة للعام الثاني على التوالي، وهو فاشل دراسيًا، كما أنه مدمن مخدرات، لا يبالي بفعل أي شيء في أي وقت هو صريح تمامًا وغير مكترث مما جعله دائمًا محط أنظار البنات، ملك المثالية - ظاهريًا – تدخل في علاقة مع يوسف المدمن ويوسف هو صديق ياسر الطالب السعودي الذي يدرس إدارة الأعمال في السنة الثانية ويقيم مع يوسف بنفس شقته، وياسر يحب ندى مدمنة الكوكايين والتي تصاب بالجنون بسبب اخفاء علاقتهما عن سمر الأخت الصغرى لياسر والتي أتت إلى القاهرة والتحقت بنفس الجامعة، سمر أتت إلى الجامعة لتدرس إدارة الأعمال مثل اخيها ولكنها حولت إلى كلية الإعلام من دون علم والدها وهناك قابلت أحمد زكريا الدكتور الشاب واللأديب أيضًا وتقع في حبه في علاقة تبدو غريبة وغير منطقية وفي نفس الكلية تقابل سمر ريما ألبير حداد الطالبة اللبنانية والتي ستقيم مع سمر في نفس الغرفة في السكن الجامعي للطالبات ربما أتت مع أمها الدكتورة ليلى جبران إلى القاهرة هربًا من أحد الفضائح التي تسبب فيها ريما لأمها لإحدى جامعات بيروت كما ريما أيضًا هي ابنة واحد من أشهر رسامين الكاريكاتير العربي واللبناني ألبير حداد، ريما تتعرف بإسماعيل الشاب الخجول الذي ليس له أي علاقات بالجنس الآخر، إسماعيل يحب ريما من طرف واحد ولكن هناك ماريان التي تحبه من طرف واحد هي الأخرى ودون أن يعلم من هي سالي التي تقابلهم على msn يوميًا، وهناك أيضا حسين الطالب الذي دخل إلى الجامعة بمنحة تفوق وينافس ملك على الصدارة وهبة أيضًا الفتاة المحجبة التي تتعرض للتحرش من أحد الأساتذة، والصحفي الفلسطيني باسل أبو اسعد الذي سيتعرف على ريما وستنشأ بينهما علاقة حب وغيرهما كثيرون يظهرون ويختفون ليمثلوا ما يمر به الشباب العربي من أزمات في مجتمعاتهم.

## نبذة عن المسلسل
مسلسل يناقش العديد من قضايا الشباب في مجتمع الجامعات الخاصة، من خلال التعرض للعلاقات العاطفية والسياسية والدينية المتطرفة بين الجنسين، ويستعرض من خلال هذا كل التغيرات الموجودة في المجتمع المصري.

## فريق العمل

### بطولة
| - أحمد الجندى: إسماعيل فهمى - ريهام الكابلي: سمر البنان - أسامة جاويش: يوسف حسين - كارمن بصيبص: ريما حداد - عبد العزيز المليفي: ياسر البنان | - نادية خيري: ملك الخطيب - تقلا شمعون: دكتورة ليلى - تميم عبده: دكتور منير رئيس الجامعة - ناهد السباعي: ندى - محمد عادل: حسين | - عايدة الكاشف: ماريان - شادي عبد العزيز: مصطفى عبد الله - ياسين كامل: مازن " Mo " مدير تحرير الجامعة أون لاين - يوسف زيد: إبراهيم علامة |

بالاشتراك مع: يحيى الدقن: أحمد زكريا - فراس سعيد: باسل أبو أسعد - رمزي لينر: أمجد مختار - منى هلا: هبة عرفة - فهد غزولي: والد ياسر وسمر البنان - كريم الدمنهورى: محمد أسامة - آن الفريد: مها محمود - هاني المتناوي: كابتن فتحي - أحمد عاطف - مصطفى محمد - محمد يحيى - شريف يحيى - أحمد فتحي - محمد السيد - محمد مجدي - حسام طارق - محمد حسين - أدهم زاهر - عبد الله السيد - يحيى حنفي - أوسكار - محمد الغريب - حسن البجيجي - عز الفيومي - سمير طاهه - أميرة كرامة - علا أشرف - محمد احمد - خالد بدوي - أحمد المليجي - محمد ياسين - محمود أشرف - محمد فاروق - خلود محمد - هشام سعيد - كريم مصطفى - محمد عبد الخالق - محمد أبو المعاطي - نوازت طحون - علاء طه - أمينة محمد - عماد الغول - سمير حكيم - آدم ربيع - ديفيد - إسلام - وسام حمدي - إبراهيم الصباغ - رامي - محمد سرحان - اشرف الصاوي - بطرس غالي - بيتر ماهر - محمد إسماعيل - فاطمة عادل - هاني عبد المنعم - كريم شيرين - ناديم - بهاء الجمال - داليا بسطاوي - مها نعمان - أحمد سعيد - عصام فايز - محمد سعد طه - فكري سليم - أدهم نصر - حمدي الرملي - شريف عادل - طارق والي - كريم طرابلسي - شين - مايسة - أحمد ضيف - مروة الأزلي - سلمى فخري - إسلام وفقي - نور نبيل - خالد قواس - أيمن تادرس - أحمد نور - صدقي صخر - شريف ليلة - أحمد السمان - شربل هيكل - جورج باز - رغدة أيوب - مريم زيد - دينا الصالح - مريم عبد العزيز - محمود تيمور - عمر مدكور - نزار الدرازي - روان - شيماء شكري - نهلة صالحة - لبنى عبد العزيز - نهى الخولي - ليلى السعيد - سحر طيرة - منصور أمين - إبراهيم صلاح - احمد صلاح - عمر عبد الله - منى مختار - أحمد عامر - محمد الشناوي - هاني إسكندر - شريف حسن - تارا عماد: شريفة - ايهاب وليم - هرازتان كالينيان: عماد حارس المرمى - جابريلا: ايمى - أمينة خليل - عماد محمد - منى ممدوح - كريم رجب

### إداريون
| - شريف بدر الدين: مشاركة في المعالجة الدرامية والشخصيات - محمود دسوقي: سيناريو وحوار - محمد المعتصم: مؤلف - هاني خليفة: مخرج - عمرو قورة: مخرج | - أمير شوقي: مخرج سكريبت - منال خالد: مخرج منفذ - كريم الحكيم: مدير التصوير - إسلام جودة: مكساج | - الكرمة للإنتاج الإعلامي والترفيهي: منتج - عمرو قورة: منتج - محمد عبد الرحمن: مستشار إعلامي - حمدي عبد الرحمن: مهندس الديكور |

## وصلات خارجية
- المسلسل على ناس mbc
- مسلسلات الجامعة